# Championnat d'Union soviétique de football 1953
Navigation
Saison 1952 Saison 1954
La saison 1953 de Klass A est la 15e édition du championnat de première division en Union soviétique. Douze clubs sont regroupés au sein d'une poule unique où ils se rencontrent deux fois dans la saison, à domicile et à l'extérieur. En fin de saison, pour faire passer le championnat de 12 à 13 équipes, le dernier du classement est relégué et les 3 meilleurs clubs de deuxième division sont promus.
C'est le club du Spartak Moscou, tenant du titre, qui remporte à nouveau le championnat après avoir terminé en tête du classement final avec 2 points d'avance sur le Dynamo Tbilissi et 4 sur le Torpedo Moscou. Il s'agit du 5e titre de champion d'Union soviétique de l'histoire du club.

## Clubs participants
- Promu de deuxième division

| Club                                | Présent depuis | Classement 1952 | Entraîneur              |
| ----------------------------------- | -------------- | --------------- | ----------------------- |
| Spartak Moscou                      | 1936           | 1er             | Vassili Sokolov         |
| Dynamo Kiev                         | 1936           | 2e              | Oleg Ochenkov           |
| Dinamo Moscou                       | 1936           | 3e              | Mikhail Yakushin        |
| Dinamo Tbilissi                     | 1936           | 4e              | Boris Paichadze         |
| Dinamo Léningrad                    | 1936           | 5e              | Mikhaïl Boutoussov (en) |
| MVO Moscou (en) (jusqu'en mai 1953) | 1952           | 6e              | Inconnu                 |
| Zénith Léningrad                    | 1938           | 7e              | Vladimir Lemechev (en)  |
| Zénith Kouïbychev                   | 1946           | 8e              | Piotr Bourmistrov (ru)  |
| Lokomotiv Moscou                    | 1952           | 9e              | Boris Arkadiev          |
| Torpedo Moscou                      | 1938           | 10e             | Nikolaï Morozov         |
| Lokomotiv Kharkov                   | 1953           | 1er (D2)        | Oleksandr Chevtsov (uk) |
| Spartak Vilnius                     | 1953           | 2e (D2)         | Stasys Paberžis (lt)    |

### Changements d'entraîneurs
| Club               | Entraîneur partant   | Date de départ | Entraîneur arrivant  | Date d'arrivée |
| ------------------ | -------------------- | -------------- | -------------------- | -------------- |
| Spartak Vilnius    | Iouri Khodotov (ru)  | juillet 1953   | Stasys Paberžis (lt) | juillet 1953   |
| Dinamo Moscou      | Mikhaïl Semitchastny | août 1953      | Mikhail Yakushin     | août 1953      |
| FC Dinamo Tbilissi | Mikhail Yakushin     | août 1953      | Boris Paichadze      | août 1953      |
| Torpedo Moscou     | Viktor Maslov        | août 1953      | Nikolaï Morozov      | septembre 1953 |

## Compétition

### Classement
Le barème de points servant à établir le classement se décompose ainsi :
- Victoire : 2 points
- Match nul : 1 point
- Défaite : 0 point